# ألان هولي
ألان هولي (بالإنجليزية: Alan Holley)‏ هو موزع وملحن أسترالي، ولد في 1 أكتوبر 1954 في سيدني في أستراليا.